# Perleťový pohár 2015
82. ročník Perleťového poháru se konal v sobotu 4. července 2015 na Stadionu Budín v Žirovnici. Zúčastnily se ho týmy Vysočina Jihlava, Dynamo České Budějovice, Fastav Zlín a 1. SC Znojmo. Znojmo zaskočilo za Slavii Praha, která svou účast na turnaji na poslední chvíli zrušila. Ve finále porazil tým Znojma Dynamo České Budějovice 1:0.

## Účastníci
- FC Vysočina Jihlava - 10. místo Synot ligy 2014/15
- SK Dynamo České Budějovice - 16. místo Synot ligy 2014/15 (sestup do Fotbalové národní ligy 2015/16)
- FC Fastav Zlín - 3. místo Fotbalové národní ligy 2014/15 (postup do Synot ligy 2015/16)
- 1. SC Znojmo - 11. místo Fotbalové národní ligy 2014/15

## Semifinále
| 2x 35 minut 12:30                               |       |                                        |  |
| SK Dynamo České Budějovice                      | 5 : 4 | FC Vysočina Jihlava                    |  |
| Linhart 12', 19', 30' Jurdík (PK) 37' Benát 43' | (3:2) | Mešanović 3', 49', 63' Dvořák (PK) 29' |  |

| 2x 40 minut 14:15                       |       |                             |  |
| 1. SC Znojmo                            | 3 : 2 | FC Fastav Zlín              |  |
| Njire (PK) 40' Ledecký 67' Okleštěk 71' | (1:1) | Železník 33' Bartolomeu 80' |  |

## O 3. místo
| 2x 40 minut 16:45   |       |                     |  |
| FC Vysočina Jihlava | 1 : 2 | FC Fastav Zlín      |  |
| Malý (vl.) 52'      | (0:1) | Malý 40' Hlobil 48' |  |

## Finále
| 2x 30 minut | SK Dynamo České Budějovice | 0 – 1 | 1. SC Znojmo     |  |  |  |
| 18:00       |                            |       | 03' Šamánek (PK) |  |  |  |
|             |                            |       |                  |  |  |  |

| Chyba v šabloně { { Fotbalový dres2 }} : Hodnota parametru "vzor_ponožek" nerozpoznána. | Kamil Hajdušek  | B |     |
| Chyba v šabloně { { Fotbalový dres2 }} : Hodnota parametru "vzor_ponožek" nerozpoznána. | Aleš Dvořák     | O |     |
| Chyba v šabloně { { Fotbalový dres2 }} : Hodnota parametru "vzor_ponožek" nerozpoznána. | Lukáš Havel     | O |     |
| Chyba v šabloně { { Fotbalový dres2 }} : Hodnota parametru "vzor_ponožek" nerozpoznána. | Pavel Novák     | O |     |
| Chyba v šabloně { { Fotbalový dres2 }} : Hodnota parametru "vzor_ponožek" nerozpoznána. | Daniel Jenne    | O |     |
| Chyba v šabloně { { Fotbalový dres2 }} : Hodnota parametru "vzor_ponožek" nerozpoznána. | Everson Lima    | Z |     |
| Chyba v šabloně { { Fotbalový dres2 }} : Hodnota parametru "vzor_ponožek" nerozpoznána. | Jiří Funda      | Z | 31' |
| Chyba v šabloně { { Fotbalový dres2 }} : Hodnota parametru "vzor_ponožek" nerozpoznána. | Roman Wermke    | Z |     |
| Chyba v šabloně { { Fotbalový dres2 }} : Hodnota parametru "vzor_ponožek" nerozpoznána. | Martin Held     | Z |     |
| Chyba v šabloně { { Fotbalový dres2 }} : Hodnota parametru "vzor_ponožek" nerozpoznána. | Jindřích Kadula | Z |     |
| Chyba v šabloně { { Fotbalový dres2 }} : Hodnota parametru "vzor_ponožek" nerozpoznána. | Rodriguez       | Ú |     |
| Trenér                                                                                  | František Cipro |   |     |

|                   | David Juran  | B   |  |
| David Helísek     | O            |     |  |
| Tadeáš Zezula     | O            | 31' |  |
| Lukáš Maršálek    | O            | 31' |  |
| Martin Levai      | O            |     |  |
| Jevgenij Serenkov | Z            |     |  |
| Roman Nehyba      | Z            |     |  |
| Vojtěch Gebert    | Z            |     |  |
| Oldřich Kastorek  | Ú            |     |  |
| Pavel Lapeš       | Ú            | 31' |  |
| Rostislav Šamánek | Ú            |     |  |
| Trenér            | Radim Kučera |     |  |

|  |  | Jan Hála | 31' |

|  |  | Abdullah Celik | 31' |
|  |  | Jakub Pokorný  | 31' |
|  |  | Kubilay Yilmaz | 31' |